# Samara (Oblast' autonoma ebraica)
Samara (in lingua russa Самара) è un centro abitato dell'Oblast' autonoma ebraica, situato nell'Oktjabr'skij rajon.